# Најстарији живи људи
Ово је списак потврђених најстаријих живих људи према геронтолошкој истраживачкој групи и гинисовој књизи рекорда.
- Најстарија жива особа на свету је Етел Катерхем (рођена 21. августа 1909) из Уједињеног Краљевства која има 115 година и 350 дана, а титулу је преузела након смрти 116-годишње Ине Канабаро Лукас из Бразила 30. априла 2025.
- Најстарији живи мушкарац на свету је Жоао Марињо Нето (рођен 5. октобра 1912) из Бразила који има 112 година и 305 дана, а титулу је преузео након смрти 112-годишњег Џона Тинисвуда из Уједињеног Краљевства 25. новембра 2024.

## 10 најстаријих живих људи на свету
| №  | Име                        | Пол | Рођење              | Старост              | Држава                    |
| -- | -------------------------- | --- | ------------------- | -------------------- | ------------------------- |
| 1  | Етел Катерхем              | Ж   | 21. август 1909.    | 115 година, 350 дана | Уједињено Краљевство      |
| 2  | Мари-Роуз Тесје            | Ж   | 21. мај 1910.       | 115 година, 77 дана  | Француска                 |
| 3  | Наоми Вајтхед              | Ж   | 26. септембар 1910. | 114 година, 314 дана | Сједињене Америчке Државе |
| 4  | Изабел Роза Переира        | Ж   | 13. октобар 1910.   | 114 година, 297 дана | Бразил                    |
| 5  | Лучија Лаура Санђенито     | Ж   | 22. новембар 1910.  | 114 година, 257 дана | Италија                   |
| 6  | Клаудија Гађучкина         | Ж   | 5. децембар 1910.   | 114 година, 244 дана | Русија                    |
| 7  | Андре Бертолето            | Ж   | 1. јануар 1911.     | 114 година, 217 дана | Француска                 |
| 8  | Јоланда Белтрао де Азеведо | Ж   | 13. јануар 1911.    | 114 година, 205 дана | Бразил                    |
| 9  | Мери Харис                 | Ж   | 13. мај 1911.       | 114 година, 85 дана  | Сједињене Америчке Државе |
| 10 | Шигеко Кагава              | Ж   | 28. мај 1911.       | 114 година, 70 дана  | Јапан                     |

## 10 најстаријих живих мушкараца на свету
| №  | Име                                 | Рођење            | Старост              | Држава     |
| -- | ----------------------------------- | ----------------- | -------------------- | ---------- |
| 1  | Жоао Марињо Нето                    | 5. октобар 1912.  | 112 година, 305 дана | Бразил     |
| 2  | Жозино Левино Фереира               | 3. април 1913.    | 112 година, 125 дана | Бразил     |
| 3  | Илије Чокан                         | 10. јун 1913.     | 112 година, 57 дана  | Румунија   |
| 4  | Кен Векс                            | 5. октобар 1913.  | 111 година, 305 дана | Аустралија |
| 5  | Хулио Салдаријага Ернандез          | 3. новембар 1913. | 111 година, 276 дана | Колумбија  |
| 6  | Џоу Ренкинг                         | 7. новембар 1913. | 111 година, 272 дана | Кина       |
| 7  | Луис Караско-Муњос Перез де ла Исла | 13. фебруар 1914. | 111 година, 174 дана | Шпанија    |
| 8  | Примо Оливијери                     | 7. март 1914.     | 111 година, 152 дана | Бразил     |
| 9  | Кијотака Мизуно                     | 14. март 1914.    | 111 година, 145 дана | Јапан      |
| 10 | Витантонио Ловало                   | 28. март 1914.    | 111 година, 131 дан  | Италија    |